# Saint-Félix-Lauragais
Saint-Félix-Lauragais is een gemeente in het Franse departement Haute-Garonne (regio Occitanie). De plaats maakt deel uit van het arrondissement Toulouse. Saint-Félix-Lauragais telde op 1 januari 2022 1.255 inwoners. Het belangwekkendste gebouw in de gemeente is het Château de Saint-Félix-Lauragais dat uit de 12e eeuw dateert en in 1167 de eerste synode van de Katharen huisvestte, onder voorzitterschap van bisschop Nicetas van de bogomielen.
Tot 1921 was de naam Saint-Félix-de-Caraman.

## Geografie
De oppervlakte van Saint-Félix-Lauragais bedroeg op 1 januari 2022 51,88 vierkante kilometer; de bevolkingsdichtheid was toen 24,2 inwoners per km².

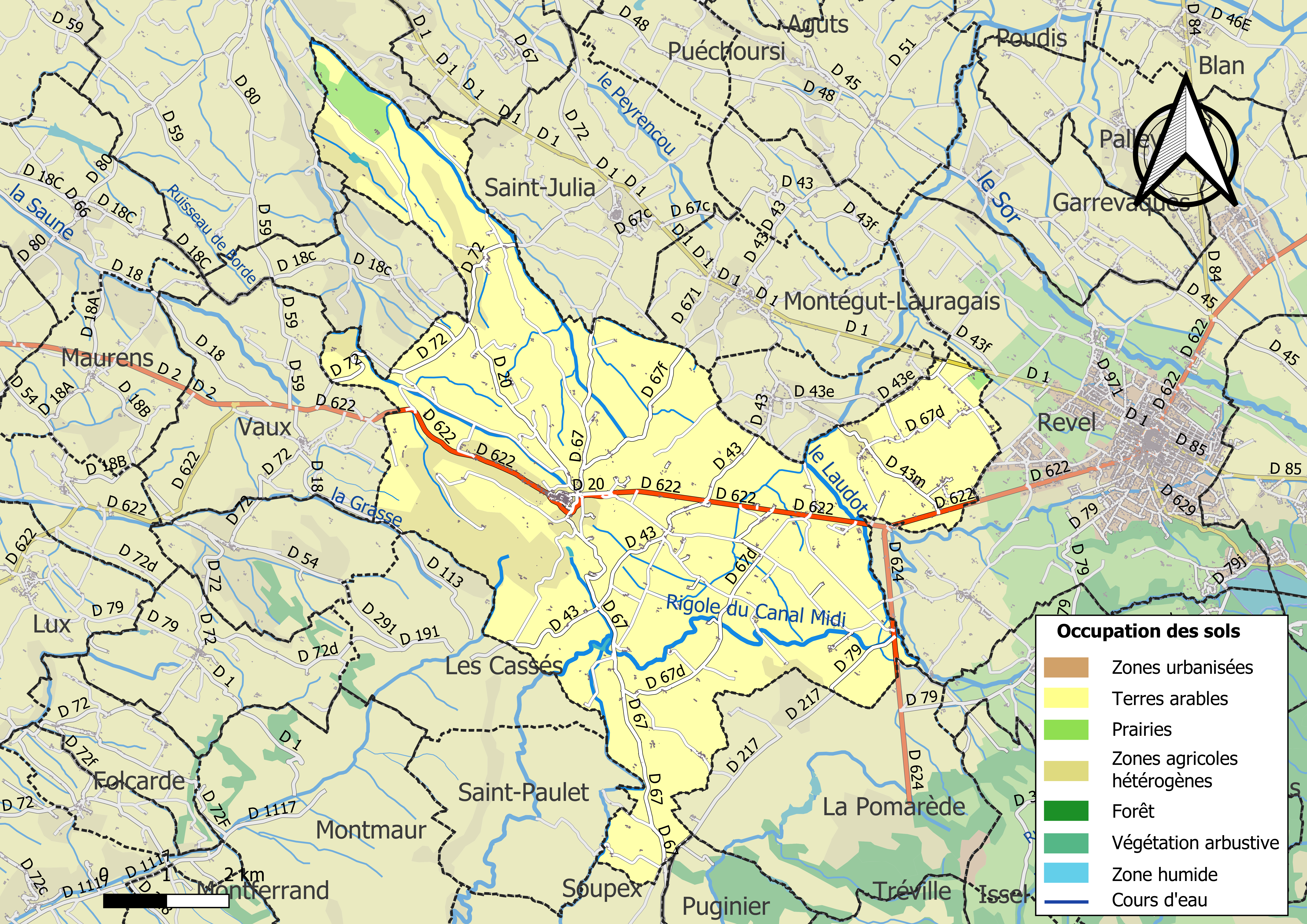
Kaart van de gemeente met belangrijkste infrastructuur, bodemgebruik en omliggende gemeenten

## Demografie
De figuur toont het verloop van het inwonertal (bron: INSEE-tellingen).

## Geboren in Saint-Félix-Lauragais
- Déodat de Séverac (1872 -1921), componist